# 里德鎮區 (密歇根州)
里德鎮區（英語：Reeder Township）是位於美國密歇根州米索基縣的一個行政鎮區。

## 地方資料
里德鎮區的面積為90.42平方千米，當中陸地面積為90.11平方千米，而水域面積為0.31平方千米。根據2020年美國人口普查的數據，當地共有人口1199人，而人口密度為每平方千米13.26人。